# Drum național 2D
Der Drum național 2D (rumänisch für „Nationalstraße 2D“, kurz DN2D) ist eine Hauptstraße in Rumänien.

## Verlauf
Die Straße zweigt in dem Dorf Tinoasa rund 4 km östlich von Târgu Secuiesc (ungarisch: Kézdivásárhely) vom Drum național 11 (Europastraße 574) nach Osten abzweigt. Sie führt über Ojdula weiter zum Pasul Mușat (⊙; 1100 m) über Valea Sarii, durch die Munții Vrancei. Sie folgt dabei dem Lauf der Putna. Bei dem Dorf Lepșa zweigt der Drum național 2L ab, der weiter nördlich zum Sereth führt. Der DN2D folgt dem Tal der Putna und führt über Valea Sării nach Bolotești, wo er die Putna verlässt, und weiter nach Focșani, wo der Drum național 2M nach Westen abzweigt. Am Rand von Focșani trifft die Straße auf den Drum național 2 (zugleich Europastraße 85) und endet. Ihre Fortsetzung nach Osten bildet der Drum național 23.
Die Länge der Straße beträgt rund 119 km.